# Đinh tấn
Đối với các định nghĩa khác, xem Đinh (định hướng).
Đinh tấn là một thế võ cơ bản. Trong võ Thiếu Lâm nó có tên là Cung Bộ (hình dáng tựa như cánh cung đang giương lên, sẵn sàng bắn), Karatedo gọi là Zenkutsu Dachi, Taekwondo gọi là Gunnun sogi, phái Vịnh Xuân Quyền gọi là Trực Tuyến Phiên Mã, một số môn phái cổ truyền của Việt Nam thì gọi với các tên như: Long Tấn, Âm Dương Tấn, Mã Tấn, Tý Ngọ Tấn,...

## Kỹ thuật
Hai chân mở, trước, sau, đặt hai bàn chân trên một trục tuyến, cách nhau khoảng hơn 2 lần vai (tức là khoảng 5 bàn chân). Chân sau duỗi thẳng, bàn chân sau đặt gót trên trục tuyến và xoay ngang bàn chân cho mũi chếch về trước. Chân trước gập gối cho ống chân vuông góc với mặt đất. Bàn chân trước đặt trên trục tuyến, mũi chếch vào độ 15-20o. Hai tay nắm thành quyền (nắm đấm thường), đặt sát vào hông sườn. Thân hình xoay về phía chân trước theo hướng trục tuyến, mắt nhìn thẳng.

## Phân loại
- Nếu chân trước là chân phải thì gọi là Đinh tấn phải (Hữu cung bộ)
- Nếu chân trước là chân trái thì gọi là Đinh tấn trái (Tả cung bộ)

## Ý nghĩa
- Rèn luyện cảm giác thăng bằng cho võ sinh, có cảm giác về trọng tâm cơ thể.
- Rèn luyện cho cơ gân.
- Là một trong những thế võ cơ bản nhất của các môn phái võ thuật phương Đông.